# 庫利米 (北卡羅萊納州)
庫利米（英語：Cooleemee）是一個位於美國北卡羅萊納州戴維縣的城鎮。

## 人口
根據2020年美國人口普查的數據，庫利米的面積為2.00平方千米，當中陸地面積為1.95平方千米，而水域面積為0.05平方千米。當地共有人口940人，而人口密度為每平方千米470人。